# Töllsjö distrikt
Töllsjö distrikt är ett distrikt i Bollebygds kommun och Västra Götalands län. 
Distriktet ligger norr om Bollebygd. 

## Tidigare administrativ tillhörighet
Distriktet inrättades 2016 och utgörs av socknen Töllsjö i Bollebygds kommun
Området motsvarar den omfattning Töllsjö församling hade vid årsskiftet 1999/2000.